# Кимпу-Гоблій
Кимпу-Гоблій (рум. Câmpu Goblii) — село у повіті Алба в Румунії. Входить до складу комуни Вінцу-де-Жос.
Село розташоване на відстані 270 км на північний захід від Бухареста, 13 км на південний захід від Алба-Юлії, 87 км на південь від Клуж-Напоки.

## Населення
За даними перепису населення 2002 року у селі проживали 137 осіб, усі — румуни. Усі жителі села рідною мовою назвали румунську.